# Cholultecas
Cholultecas se deriva de Cholollan, gentilicio correspondiente al nombre geográfico Cholollan ("agua que cae en el lugar de huida") y de la desinencia tecatl, que quiere decir "alguien" o "gente"; que se traduce como: Gente de Cholollan. En el idioma español toma la forma plural de Cholultecas (gente de Cholula).
Agricultura

## Distribución
Tuvieron un desarrollo cultural aproximado de  2121  años (entre el 600 a. C. y el 1521).

## Características políticas
El gobierno de los cholultecas fue teocrático, el sacerdocio ocupó un prominente lugar en la administración pública. Ejercía el poder principal dos sacerdotes de máxima investidura, eran ellos Aquiach y Tlaquiach; el primero usaba por divisa una águila "Cuauhtli", como símbolo de dominio sobre las aves y animales; y el segundo, un jaguar "Ocelotl", por emblema, que significaba el mando de los hombres.
Los sumos sacerdotes Aquiach y Tlaquiach, gobernaron en sus inicios a la ciudad, gobernando en forma compartida con 6 consultores o asesores que eran:
El Teopixque: sumo sacerdote encargado de mantener en constante fervor el culto gentilicio, que vestía ropas en negro con un corte talar.
El Teopixhazique: era el agorero encargado del oráculo divino; este personaje es descrito con una faja distintiva, cuajada de jeroglíficos que se ponía sobre los hombros y por pectoral, un sol de oro.
El Maculteotlaloque: expedía las leyes y decretos para el gobierno de la nación.
El Teopixcatlatolanque: administraba la justicia y en su atuendo figuraba el melitztlequihuac, que era una piedra esculpida, la cual colgaba de una vara.
El Teopixtlalanque: gran conocedor de astronomía cuyo distintivo era el Metzteocuitlatl o luna de plata.
El Teopixcapatique: que profesaba la medicina usaba el huipilquemetl, que era una especie de túnica negra con dobladillos rojos en las mangas.
En ocasiones solemnes de sínodo, se ceñían la frente con una cinta de oro a guisa de diadema, y calzaban cactles del preciado metal.
Sacerdocio
Los sacerdotes, según la historia, eran escogidos de la clase noble y no plebeya, procedían de un barrio distinguido que llamaban Tlanquiznahuac; los que profesaban entregaban su fortuna a Quétzalcoatl, y los teópix (sacerdotes) de alta investidura, no salían del templo, excepto los casados a quienes se les permitía dormir en sus casas; pero, al siguiente día, al sonar los caracoles que servían de trompetas, o las calabazas largas (acocotes) con que también llamaba a los fieles, tenían que acudir al teocalli, para orar e incensar a su dios Quétzalcoatl, para implorar su protección, agua para sus siembras, salud para sus habitantes, éxito en su comercio y paz y sosiego en la república. Comían en el templo lo que de sus casas les llevaban, y cada veinte días lo hacían todos juntos en el templo.
Usaban por hábito una capa negra; los recién entrados debían llevarla por cuatro años; después de este tiempo, les daban otra del mismo color con cenefa colorada, que llevaban el mismo tiempo de cuatro años; después, les daban otra labrada de negro y rojo. Concluido el tiempo, les proporcionaban de nuevo las capas negras, con las que pasaban el resto de su vida; pero había una honrosa distinción para los más antiguos de la Orden, que andaban vestidos de colorado, y les era dable usar el cintillo o diadema de oro.
Topiltzin o sacrificador
El sacrificador o Topiltzin era hereditario en su empleo, y en cada caso usaba el nombre de la divinidad que aceptaba. Vestía traje de algodón rojo floreado, el la cabeza ostentaba adornos, y en las orejas y labio superior agujerados, pendientes de oro y piedras preciosas. Tenía cinco auxiliares que vestían de blanco e iban con adornos y bien trajeados de finos géneros de algodón. Ellos conducían a la víctima hasta el adoratorio, donde la colocaban de espalda sobre la piedra de sacrificio sujetándolo por las cuatro extremidades, y con la cabeza mantenida cual si fuese a un yugo.
En esta supina y forzada posición el topiltzin hundía el agudo pedernal en el pecho, arrancaba el corazón y lo ofrecía sangrante en holocausto a su deidad. Con la sangre que goteaba humedecía los labios sedientos del dios, y las cornisas del templo. El cuerpo decapitado y sin el corazón se echaba a rodar por las escaleras de piedra, y en la plataforma era recogido por el soldado que lo había apresado.